# أبريل مان
أبريل مان (بالإنجليزية: April Mann)‏ (21 أبريل 1978 بأستراليا - ) هي لاعبة كرة قدم أسترالية في مركز الوسط. شاركت مع منتخب أستراليا لكرة القدم للسيدات. أما مع النوادي، فقد لعبت مع Adelaide United FC (women) ‏ وQAS NTC ‏.

## وصلات خارجية
- أبريل مان على موقع الاتحاد الدولي (مؤرشف)  (الإنجليزية)
- أبريل مان على موقع قاعدة بيانات كرة القدم.إي يو (الإنجليزية)